# فاطمة عبد الرحيم
فاطمة عبد الرحيم الجناحي (15 أكتوبر 1975 -)، ممثلة بحرينية.

## عن حياتها
بدأت حياتها الفنية أثناء الدراسة بعمر صغيرة بعام 1989 من خلال الأعمال المسرحية للأطفال لكنها لم تعتمد فكرة التمثيل جديًا حيث درست إحدى التخصصات العلمية ولكنها لم تستطع إكمال دراستها بسبب ظروفها الخاصة ثم اتجهت للعمل في عروض الأزياء، وبالصدفة عادت فكرة التمثيل لها بالتحديد في عام 1996 وبالفعل شاركت في مسلسل عجايب زمان ومنه بدأت تقوم بالأدوار التي كانت تقدم لها، وكان أول ظهور قوي لها في المسلسل السعودي عائلة أبو رويشد ومن بعده بدأت بأخذ العديد من أدوار البطولة، خاضت أول بطولة سينمائية لها في عام 2003 في فيلم الرعب زائر ثم شاركت بعدد من الأفلام.

### حياتها الأسرية
هي مطلقة من والد أبناءها نوح، ليال.

## أعمالها

### في التلفزيون
| اسم المسلسل                                                   | سنة الإنتاج | الشخصية                  | بمشاركة |
| ------------------------------------------------------------- | ----------- | ------------------------ | --- |
| عجايب زمان                                                    | 1996        | زهره                     | إبراهيم بحر، هدى سلطان، زهرة عرفات                                                                                                  |
| أحلام ضائعة                                                   | 1997        | أمل                      | مطرب فواز، سعاد علي، شيماء سبت، زهرة عرفات، زينب العسكري، عبد العزيز السكيرين                                                       |
| بحر الحكايات                                                  | 1997        | عدة شخصيات               | إبراهيم بحر، يوسف بوهلول، سعاد علي، زهرة عرفات                                                                                      |
| عائلة أبو رويشد                                               | 1998        | هيلة                     | إبراهيم الصلال، خالد سامي، فايز المالكي، لطيفة المجرن، شيماء سبت، يوسف الجراح، محمد العيسى، فضيلة المبشر                            |
| نيران                                                         | 2000        | صالحة                    | محمد المنصور، جاسم النبهان، سعاد علي، مريم زيمان، جمعان الرويعي                                                                     |
| اخوة الشر                                                     | 2001        | زوجة عزيز                | عبد المحسن النمر، سعاد علي، لطيفة المجرن، شيماء سبت، ابتسام العطاوي                                                                 |
| بقايا رماد                                                    | 2002        |                          | عبير عيسى، مريم الغامدي، سهير فهد، نادرة عمران، شيماء سبت                                                                           |
| نورة                                                          | 2002        | فوزية                    | هيفاء عادل، عبد العزيز جاسم، فايز المالكي، منى عبد المجيد، منى شداد، إبراهيم بحر، إبراهيم الحساوي، زينب العسكري، عبد العزيز الفريحي |
| يوم آخر                                                       | 2003        | ليلى                     | عبد العزيز جاسم، غازي حسين، زهرة الخرجي، هدى الخطيب، زهرة عرفات، خالد البريكي، عبدالله عبد العزيز                                   |
| للحياة وجه آخر                                                | 2004        |                          | إبراهيم الزدجالي، عبد الله ملك، عبير أحمد، مشاعل شداد، شوق                                                                          |
| القادم الغريب                                                 | 2004        |                          | محمد المنصور، محمد المنيع، محمد العيسى، ليلى السلمان، أحمد الهذيل، أمينة القفاص، روعة ياسين                                         |
| السديم                                                        | 2004        |                          | علي الغرير، جمعان الرويعي |
| هدوء وعواصف                                                   | 2004        | حنين                     | غازي حسين، لطيفة المجرن، زينب العسكري، فاطمة الحوسني، خالد البريكي، سعيد قريش، شيماء سبت                                            |
| غصات الحنين                                                   | 2004        | وسمية                    | محمد المنصور، هدى الخطيب، خالد البريكي، هيفاء حسين                                                                                  |
| بلا قيود                                                      | 2005        |                          | سعد الفرج، أحلام محمد، علي جمعة، عبير أحمد                                                                                          |
| غلطة عمر                                                      | 2006        |                          | عبد الإمام عبد الله، عبد الرحمن العقل، أنور أحمد، فاطمة الحوسني                                                                     |
| جنون الليل                                                    | 2006        |                          | محمد ياسين، سعيد قريش، بدرية أحمد، عبد الله عبد العزيز                                                                              |
| حسب التوقيت المحلي                                            | 2006        |                          | عبد الرحمن العقل، فخرية خميس، خالد الحربي                                                                                           |
| طاش ما طاش الأصلي                                             | 2006        | عدة شخصيات               | إبراهيم الزدجالي، فاطمة الحوسني، زهرة عرفات، منى شداد                                                                               |
| كاني وماني - برنامج كوميدي                                    | 2007        | عدة شخصيات               | عبد الناصر درويش، حسن البلام |
| وجة آخر                                                       | 2007        |                          | سميرة أحمد، صلاح الملا، خالد أمين                                                                                                   |
| أنا وأنت والانترنت                                            | 2007        |                          | هدى الخطيب، منى شداد، سعاد علي، زهرة عرفات، أميرة محمد                                                                              |
| عيون من زجاج                                                  | 2007        |                          | غازي حسين، أنور أحمد، يعقوب عبد الله، محمود بوشهري، شيماء سبت                                                                       |
| عسى ما شر                                                     | 2008        | زوجة عقاب                | محمد العيسى، لطيفة المجرن، عبد الناصر درويش                                                                                         |
| الساكنات في قلوبنا                                            | 2008        |                          | مجموعة من الممثلين |
| اليرام                                                        | 2008        |                          | فخرية خميس، منى شداد |
| ملامح بشر                                                     | 2008        |                          | غازي حسين، هيفاء حسين، خالد البريكي، فخرية خميس، هبة الدري، أحمد إيراج                                                              |
| أيوب                                                          | 2008        |                          | عبد الرحمن العقل، عبير الجندي، طيف، هيا الشعيبي                                                                                     |
| ظل الياسمين                                                   | 2008        | اخت مهنا                 | إبراهيم الصلال، محمد الحجي، شهد الياسين، نجوى الكبيسي، ابتسام العطاوي                                                               |
| إمراة وأخرى                                                   | 2009        | هديل                     | عبد العزيز جاسم، طيف، يعقوب عبد الله، شيماء علي، حمد العماني                                                                        |
| عطر                                                           | 2009        |                          | محمد المنيع، علي السبع، فاطمة الحوسني، ماجد مطرب فواز، ريم عبد الله                                                                 |
| الإعتذار                                                      | 2009        |                          | غازي حسين، علي السبع، ليلى السلمان، خالد أمين، يعقوب عبد الله                                                                       |
| للحياة ثمن                                                    | 2010        |                          | جاسم النبهان، منى عبد المجيد، بدرية أحمد، وفاء مكي                                                                                  |
| المزواج - جزئين، الجزء الثاني عام 2011                        | 2010        | ضيفة شرف                 | محمد الصيرفي |
| سوالف طفاش - الجزء الثاني                                     | 2010        | لولوة                    | علي الغرير، غادة الفيحاني سارة البلوشي خليل الرميثي                                                                                 |
| ما أصعب الكلام                                                | 2010        |                          | غازي حسين، ياسر المصري، عبير أحمد، شهد الياسين، شيماء سبت                                                                           |
| على موتها أغني                                                | 2010        |                          | خالد أمين، زهرة الخرجي، إبراهيم الحساوي، زهرة الخرجي، وفاء مكي                                                                      |
| أيام وليالي                                                   | 2011        |                          | جاسم النبهان، خالد الحربي، سناء يونس، مريم الغامدي                                                                                  |
| خيوط العمر                                                    | 2011        |                          | منصور المنصور، باسمة حمادة، لمياء طارق                                                                                              |
| عيني عينك - برنامج كوميدي الجزء الرابع والجزء الخامس عام 2012 | 2011        |                          | مجموعة من الممثلين |
| الحب المستحيل حلقات منفصلة                                    | 2011        |                          | خالد أمين، غازي حسين، عبدالرحمن العقل                                                                                               |
| لولو ومرجان                                                   | 2012        | مريم                     | سعاد علي، علي الغرير |
| سكتم بكتم - الجزء الثالث                                      | 2012        |                          | فايز المالكي، فخرية خميس، أميرة محمد                                                                                                |
| نساء من زجاج                                                  | 2012        |                          | مريم الغامدي، غزلان ناصر، جواهر، في الشرقاوي                                                                                        |
| برايحنا                                                       | 2013        | عدة شخصيات               | هيفاء حسين، لطيفة المجرن، عبد الله وليد، يوسف بوهلول، سلوى بخيت                                                                     |
| أي دمعة حزن لا                                                | 2013        | سديم                     | أحمد الصالح، خالد أمين، زهرة عرفات، مشاري البلام، حسين المهدي، مروة محمد                                                            |
| قبل الآوان                                                    | 2014        | ظبية                     | فاطمة الحوسني، حبيب غلوم، رؤى الصبان                                                                                                |
| حب ولكن                                                       | 2014        | رهف                      | خالد أمين، زهرة الخرجي، صلاح الملا                                                                                                  |
| الحب سلطان                                                    | 2014        | بدرية                    | عبدالمحسن النمر، زهرة الخرجي، خالد سليم                                                                                             |
| أهل الدار - حلقات منفصلة                                      | 2014        | عدة شخصيات               | أحلام محمد، غانم السليطي، صابرين بورشيد                                                                                             |
| الجدة لولوة                                                   | 2015        | غدير                     | حياة الفهد، محمد جابر، هدى الخطيب، عبد المحسن القفاص، غدير السبتي                                                                   |
| عام الجمر                                                     | 2015        | بلقيس                    | عبدالمحسن النمر، زهرة الخرجي، باسمة حمادة، أحمد الجسمي                                                                              |
| انكسار الصمت                                                  | 2015        | سمر                      | إنتصار الشراح، فخرية خميس، سميرة الوهيبي                                                                                            |
| سوالف طفاش 3                                                  | 2015        | لولوة                    | علي الغرير، خليل الرميثي |
| لقيت روحي                                                     | 2016        | ليالي                    | سعد الفرج، نايف الراشد، عبدالعزيز الحداد                                                                                            |
| باب الريح                                                     | 2016        | مريميه                   | سعد الفرج، زهرة عرفات، حمد العماني، علي كاكولي، حمد أشكناني                                                                         |
| ممنوع الوقوف                                                  | 2017        | عفاف                     | إبراهيم الحساوي، خالد أمين، حمد العماني، محمد صفر، ليلى عبد الله                                                                    |
| سيلفي 3                                                       | 2017        | عدة شخصيات               | ناصر القصبي، عبدالحسين عبدالرضا، حبيب الحبيب، ريماس منصور                                                                           |
| بدون فلتر                                                     | 2018        |                          | عبد الله السدحان، أميرة محمد |
| ورق مسموم                                                     | 2019        | فاطمة                    | حسين المنصور، شيماء سبت، لطيفة المجرن                                                                                               |
| عافك الخاطر                                                   | 2020        | ملاك                     | خالد أمين، سليمان الياسين، هبة الدري، أسمهان توفيق                                                                                  |
| حكايات ابن الحداد                                             | 2020        | الملكة زبيدة زوجة الوالي | علي الغرير، خليل الرميثي، جمعان الرويعي، حسن محمد                                                                                   |
| حكايات ابن الحداد الجزء الثاني                                | 2022        | زبيدة زوجة الوالي        | أبرار سبت، عادل شمس، جمعان الرويعي، شيماء سبت، منيرة محمد                                                                           |
| عين الذيب                                                     | 2022        | وضحى                     | داوود حسين، إبراهيم الزدجالي، جمعان الرويعي، شيماء سبت                                                                              |

### في المسرح
| سنه الإنتاج | اسم المسرحية      | بمشاركة                                                             |
| ----------- | ----------------- | ------------------------------------------------------------------- |
| 1998        | بيت خاص جدا       | إبراهيم البنكي، فضيلة المبشر، ابتسام العطاوي                        |
| 2006        | دايخ في زمن بايخ  | ولد الديرة، بدرية أحمد، هبة الدري                                   |
| 2007        | شباب الجامعة      | علي المفيدي، محمد الصيرفي، ياسر المصري، ملاك                        |
| 2007        | العصابة في الوادي | ولد الديرة، أحمد إيراج، مها محمد                                    |
| 2009        | وناسة             | علي الغرير، وفاء مكي                                                |
| 2012        | وبعدين            | داوود حسين، طلعت زكريا                                              |
| 2013        | المشكلجي          | أحمد الفرج، إسماعيل سرور                                            |
| 2015        | آه يا القهر       | أحمد مجلي، وفاء مكي                                                 |
| 2016        | خفيف خفيف         | سعاد علي، سامي رشدان                                                |
| 2017        | مغتر ومفلس        | إبراهيم البنكي، محمد الطاحون                                        |
| 2022        | الدنيا مقلوبة     | أحمد السلمان، عبدالله الطراروة، أحمد مجلي، أمين الصايغ، فرحان العلي |

### في السينما
| سنه الإنتاج | الفيلم        | بمشاركة                                        |
| ----------- | ------------- | ---------------------------------------------- |
| 2004        | زائر          | علي الغرير، أحمد مبارك                         |
| 2004        | شباب كول      | جمال الردهان، سعاد علي، أحمد إيراج، لمياء طارق |
| 2006        | حنين          | شهد الياسين، يلدا، مروة محمد                   |
| 2006        | حكاية بحرينية | جمعان الرويعي                                  |
| 2009        | الدنجوانة     | جمعان الرويعي، شهد الياسين، شهد                |
| 2009        | مريمي         | جمعان الرويعي                                  |

## الجوائز
- 2009:  الكويت - جائزة أفضل ممثلة دور ثاني في مهرجان الخليج المسرحي العاشر عن دورها في مسرحية «نورة».[7]
- 2009:  الإمارات العربية المتحدة - شهادة تقدير من «مهرجان دبي السينمائي» كأفضل ممثلة عن دورها في فيلم «مريمي».[7]

## روابط خارجية
- فاطمة عبد الرحيم على موقع IMDb (الإنجليزية)
- فاطمة عبد الرحيم على موقع قاعدة بيانات الأفلام العربية
- فاطمة عبد الرحيم على موقع قاعدة بيانات الفيلم (الإنجليزية)
- فاطمة عبد الرحيم على موقع ليتربوكسد (الإنجليزية)
- فاطمة عبد الرحيم على موقع كينوبويسك (الروسية)